# Raúl Michel Melo da Silva
Raúl Michel Melo da Silva, noto semplicemente come Raúl Silva (Belém, 4 novembre 1989), è un calciatore brasiliano, difensore del Farense.

## Caratteristiche tecniche
È un difensore centrale.

## Carriera

### Club
Nel gennaio 2015, dopo aver militato nelle serie inferiori del calcio brasiliano, viene acquistato dai portoghesi del Marítimo.

## Statistiche

### Presenze e reti nei club
Statistiche aggiornate al 3 giugno 2017.
| Stagione        | Squadra         | Campionato      | Campionato | Campionato | Coppe nazionali | Coppe nazionali | Coppe nazionali | Coppe continentali | Coppe continentali | Coppe continentali | Altre coppe | Altre coppe | Altre coppe | Totale | Totale |
| Stagione        | Squadra         | Comp            | Pres       | Reti       | Comp            | Pres            | Reti            | Comp               | Pres               | Reti               | Comp        | Pres        | Reti        | Pres   | Reti   |
| --------------- | --------------- | --------------- | ---------- | ---------- | --------------- | --------------- | --------------- | ------------------ | ------------------ | ------------------ | ----------- | ----------- | ----------- | ------ | ------ |
| 2010            | Remo            | A+PAR           | 0          | 0          | CB              | 3               | 0               |                    | -                  | -                  |             | -           | -           | 3      | 0      |
| 2011            | Sport Recife    | A+PER           | 1+0        | 0          | CB              | 0               | 0               |                    | -                  | -                  |             | -           | -           | 1      | 0      |
| 2012            | Arapongas       | A+PAR           | 0+14       | 0          | CB              | 0               | 0               |                    | -                  | -                  |             | -           | -           | 14     | 0      |
| 2012            | Criciúma        | A+CAT           | 0          | 0          | CB              | 0               | 0               |                    | -                  | -                  |             | -           | -           | 0      | 0      |
| 2013            | Paysandu        | A+PAR           | 22         | 1          | CB              | 5               | 0               |                    | -                  | -                  |             | -           | -           | 27     | 1      |
| 2014            | Figueirense     | A+PAR           | 3+2        | 0          | CB              | 0               | 0               |                    | -                  | -                  |             | -           | -           | 5      | 0      |
| gen.-giu. 2015  | Marítimo        | PL              | 15         | 2          | TP+TL           | 0+3             | 0               |                    | -                  | -                  |             | -           | -           | 18     | 2      |
| 2015-2016       | Marítimo        | PL              | 12         | 1          | TP+TL           | 1+3             | 0               |                    | -                  | -                  |             | -           | -           | 16     | 1      |
| 2016            | Ceará           | B+CEA           | 0+3        | 0+1        | CB              | 1               | 0               |                    | -                  | -                  |             | -           | -           | 4      | 1      |
| 2016-2017       | Marítimo        | PL              | 29         | 7          | TP+TL           | 0+3             | 0               |                    | -                  | -                  |             | -           | -           | 32     | 7      |
| Totale Maritimo | Totale Maritimo | Totale Maritimo | 56         | 10         |                 | 10              | 0               |                    | -                  | -                  |             | -           | -           | 66     | 10     |
| Totale carriera | Totale carriera | Totale carriera | 101        | 12         |                 | 19              | 0               |                    | -                  | -                  |             | -           | -           | 120    | 12     |

## Palmarès

### Competizioni statali
- Campionato Paraense: 1

Paysandu: 2012-2013
- Campionato Catarinense: 1

Figueirense: 2014

### Competizioni nazionali
- Coppa di Lega portoghese: 1

Braga: 2019-2020
- Coppa del Portogallo: 1

Braga: 2020-2021